# Oye cómo va
Oye cómo va est une chanson écrite en 1956 par Tito Puente et enregistrée pour la premiere fois par lui en 1962
En 1970, la chanson a été reprise par Santana sur son album Abraxas. En février 1971 sa version est sortie en single. Elle est devenue un tube. Aux États-Unis, elle a atteint la 13e place du Billboard Hot 100,,.
Dans le film américain Spy Kids (2001), on peut entendre Aye Como Spy de Los Lobos, une version remaniée de Oye cómo va.
On peut également l’entendre sur radio espantoso de Grand Theft Auto: Vice City Stories.